# 片山正見
片山 正見（かたやま まさみ、1914年6月15日 - 2009年12月20日）は日本の作曲家、トランペット奏者。山口県阿武郡出身。

## 経歴
1914年（大正3年）6月15日、山口県阿武郡に生まれる。
1932年（昭和7年）6月1日、海軍4等軍楽兵として横須賀海兵団に入団し、トランペットを専攻する。それから3年間、呉海兵団軍楽隊に勤務し1936年（昭和11年）11月から1938年（昭和13年）10月までと1940年（昭和15年）11月から1942年（昭和17年）11月の間東京音楽学校に派遣され、和声学を学ぶ。
1940年（昭和15年）、海軍の練習艦隊による遠洋航海に従事して以降は斉藤丑松と同様に、内地で作曲・編曲活動を行っていた。
海軍勤務歴は14年。
終戦後の1945年（昭和20年）10月からは特別調達庁音楽部門駐留軍専属楽団主宰としてジャズバンドを編成し、各地の進駐軍キャンプにおいて演奏活動を行っていた。
1951年（昭和26年）の海上保安庁音楽隊が結成されてから海上自衛隊音楽隊になるまで副隊長として活躍していた。
1962年（昭和37年）7月26日から1967年（昭和42年）3月31日まで、高山實に続き第2代東京音楽隊長に就任する。
最終階級は一等海佐。自衛隊音楽隊長を退いて以降の片山は、1964年（昭和39年）の東京オリンピックで指揮をとったり、全日本吹奏楽コンクールの審査員をしたりするなど、常に吹奏楽の表舞台に立つことが多かった。片山は戦後にも数多くの作品を残している。
平成21年（2009年）12月20日、狛江市の自宅にて死去。享年95歳。

## 代表作
- 行進曲
  - 「祝勝」　1941年までの緒戦の勝利を祝って作曲された。
  - 「大詔奉戴」　信時潔の「大詔奉戴日の歌」をトリオに入れた行進曲。
  - 「大東亜決戦」　清水欣和の「大東亜決戦の歌」をトリオに入れた行進曲。
  - 「ハワイ大海戦」　内藤清五の「ハワイ大海戦」をトリオに入れた行進曲。
  - 「勝鬨」　内藤清五の「勝鬨」をトリオに入れた行進曲。
  - 「大東亜戦争海軍の歌」　橋本國彦の「大東亜戦争海軍の歌」をトリオに入れた行進曲。
  - 「薫る菊花」　内藤清五の「薫る菊花」をトリオに入れた行進曲。
  - 「輸送船」（トリオ：根ノ瀬信作作詞・堀内敬三作曲「輸送船行進歌」）
  - 「舞鶴練習隊の歌」1953年(昭和28年6月1日)警備隊音楽隊副長在任時に舞鶴練習隊の隊歌として書き下ろしたもの。海上自衛隊舞鶴教育隊では現在でも歌詞を「教育隊」と替えて歌い継いでいる。
  - 「のばせ山口」　山口県の橋本元知事作詞・自身が作曲した「のばせ山口」をトリオに入れた行進曲。山口国体の入場曲。
  - 「若人」　1962年（昭和37年）の第10回全日本吹奏楽コンクールの課題曲。
  - 「世紀の祭典」　1964年（昭和39年）の東京五輪を前に作曲された行進曲。
  - 「黒潮越えて」　1965年（昭和40年）の文化放送の「マーチとともに」の公募入選曲だったが片山自身が審査員であったために辞退された。
  - 「海をゆく」　海上警備隊発足一年を祝して作曲された古関裕而作曲の「海をゆく」をトリオに入れた行進曲で、前奏に続き山田耕作作曲の儀式歌「海のさきもり」が盛り込まれている 。
- 祝典序曲
  - 「歓喜」　昭和15年皇紀紀元二千六百年の祝賀行事のために作曲された。雅楽の舞楽の雰囲気を一部に盛り込んでいる。
- 円舞曲
  - 「御社の朝」　昭和15年6月1日初演。